# Gouvernement Amato II
République italienne
D'Alema II Berlusconi II
Le gouvernement Amato II (en italien : Governo Amato II) est le 56e gouvernement de la République italienne entre le 25 avril 2000 et le 11 juin 2001, sous la XIIIe législature du Parlement républicain.
Il est dirigé par l'indépendant Giuliano Amato, à la suite de la démission de Massimo D'Alema, et repose sur une coalition entre plusieurs partis de centre gauche. Il succède au gouvernement D'Alema II et cède le pouvoir à Silvio Berlusconi et à son second gouvernement après la victoire de la coalition de droite et centre droit aux élections générales.

## Historique du mandat
Ce gouvernement est dirigé par l'ancien président du Conseil des ministres indépendant Giuliano Amato, précédemment ministre du Trésor. Il est constitué par une coalition de centre gauche entre les Démocrates de gauche (DS), le Parti populaire italien (PPI), Les Démocrates (Dem), le Parti des communistes italiens (PdCI), le Renouveau italien (RI), la Fédération des Verts (FdV), l'Union des démocrates pour l'Europe (UDEUR) et les Socialistes démocrates italiens (SDI). Ensemble, ils disposent de 309 députés sur 630, soit 49 % des sièges de la Chambre des députés ; et de 177 sénateurs sur 324, soit 54,6 % du Sénat de la République.
Il est formé à la suite de la démission de Massimo D'Alema, au pouvoir depuis octobre 1998.
Il succède donc au gouvernement D'Alema II, constitué par une alliance globalement identique.

### Formation
À la suite de la défaite du centre gauche aux élections régionales du 16 avril 2000, Massimo D'Alema remet sa démission le 19 avril au président de la République Carlo Azeglio Ciampi, qui ne l'accepte pas immédiatement. Après deux jours de consultations avec les différentes forces politiques parlementaires, le chef de l'État confie au ministre du Trésor le mandat de constituer un nouvel exécutif, ce que ce dernier accepte avec réserve.
Le 25 avril, après six jours de crise ministérielle, le mandataire présente sa liste de ministres au président de la République, qui les assermente le lendemain. Il obtient le 28 avril la confiance de la Chambre par 319 voix pour et 298 contre, puis celle du Sénat le 3 mai par 179 suffrages favorables et 112 défavorables.

### Succession
Giuliano Amato présente sa démission à Carlo Azglio Ciampi le 31 mai 2001, dix-huit jours après la nette victoire de la Maison des libertés (CDL) aux élections générales. Chargé le 9 juin de constituer le prochain exécutif, Silvio Berlusconi présente dès le lendemain son deuxième gouvernement au président, qui obtient la confiances des deux chambres moins de deux semaines plus tard.

## Composition
- Par rapport au gouvernement D'Alema II, les nouveaux ministres sont indiqués en gras, ceux ayant changé d'attributions en italique.

| Poste                                                                                          | Titulaire | Titulaire                                          | Parti |
| ---------------------------------------------------------------------------------------------- | --------- | -------------------------------------------------- | ----- |
| Président du Conseil des ministres                                                             |           | Giuliano Amato                                     | Sans  |
| Secrétaire d'État à la présidence du Conseil des ministres Secrétaire du Conseil des ministres |           | Enrico Micheli                                     | PPI   |
| Ministres sans portefeuille                                                                    |           |                                                    |       |
| Ministre pour l'Égalité des chances                                                            |           | Katia Bellillo                                     | PdCI  |
| Ministre pour la Fonction publique                                                             |           | Franco Bassanini                                   | DS    |
| Ministre pour les Affaires régionales                                                          |           | Agazio Loiero                                      | UDEUR |
| Ministre pour la Solidarité sociale                                                            |           | Livia Turco                                        | DS    |
| Ministre pour les Relations avec le Parlement                                                  |           | Patrizia Toia                                      | PPI   |
| Ministre pour les Réformes institutionnelles                                                   |           | Antonio Maccanico                                  | Dem   |
| Ministre pour les Politiques communautaires                                                    |           | Gianni Francesco Mattioli (à partir du 15/05/2000) | FdV   |
| Ministres                                                                                      |           |                                                    |       |
| Ministre des Affaires étrangères                                                               |           | Lamberto Dini                                      | RI    |
| Ministre de l'Intérieur                                                                        |           | Enzo Bianco                                        | Dem   |
| Ministre de la Justice                                                                         |           | Piero Fassino                                      | DS    |
| Ministre des Finances                                                                          |           | Ottaviano Del Turco                                | SDI   |
| Ministre du Trésor, du Budget et de la Planification économique                                |           | Vincenzo Visco                                     | DS    |
| Ministre de la Défense                                                                         |           | Sergio Mattarella                                  | PPI   |
| Ministre de l'Éducation                                                                        |           | Tullio De Mauro                                    | Sans  |
| Ministre des Travaux publics                                                                   |           | Nerio Nesi                                         | PdCI  |
| Ministre des Communications                                                                    |           | Salvatore Cardinale                                | UDEUR |
| Ministre de l'Industrie, du Commerce et de l'Artisanat Ministre du Commerce extérieur          |           | Enrico Letta                                       | PPI   |
| Ministre du Travail et de la Sécurité sociale                                                  |           | Cesare Salvi                                       | DS    |
| Ministre de la Santé                                                                           |           | Umberto Veronesi                                   | Sans  |
| Ministre pour les Biens et les Activités culturels                                             |           | Giovanna Melandri                                  | DS    |
| Ministre de l'Environnement                                                                    |           | Willer Bordon                                      | Dem   |
| Ministre de l'Enseignement supérieur et de la Recherche scientifique et technologique          |           | Ortensio Zecchino                                  | PPI   |
| Ministre des Politiques agricoles et forestières                                               |           | Alfonso Pecoraro Scanio                            | FdV   |
| Ministre des Transports et de la Navigation                                                    |           | Pier Luigi Bersani                                 | DS    |